# Bewholme
Bewholme är en ort och civil parish i Storbritannien.   Den ligger i kommunen East Riding of Yorkshire och riksdelen England, i den sydöstra delen av landet, 270 km norr om huvudstaden London. Bewholme ligger 22 meter över havet och antalet invånare är 232.
Terrängen runt Bewholme är mycket platt. Havet är nära Bewholme åt nordost. Runt Bewholme är det ganska tätbefolkat, med 139 invånare per kvadratkilometer. Närmaste större samhälle är Bridlington, 16,8 km norr om Bewholme. Trakten runt Bewholme består till största delen av jordbruksmark.